# Poremećaj somatskih simptoma
Poremećaj somatskih simptoma (engl. Somatic Symptom Disorder, SSD) je dijagnoza mentalnog zdravlja u DSM-5 koja se može postaviti osobi koja pati od kroničnih somatskih simptoma i doživljava karakterističan obrazac misli, osjećaja i ponašanja povezanih sa njezinim zdravstvenim problemima, što pridonosi nevolji i poremećaju u svakodnevnom funkcioniranju. Izraz poremećaj somatskih simptoma (SSD) uveden je 2013. godine, zamjenjujući stare izraze vezane uz "somatoformu".
Somatski znači "tjelesno"; a simptom je subjektivna promjena u funkcioniranju ili doživljaju tijela, za koju se može smatrati da ukazuje na stanje bolesti. Kod SSD-a simptomi mogu uključivati bilo što, od boli do nedostatka zraka. Riječ 'poremećaj' ukazuje da se dijagnoza treba postaviti samo kada i simptomi i povezani psihološki i bihevioralni odgovori na simptome uzrokuju značajnu nevolju i poremećaj u funkcioniranju pojedinca. Doživjeti simptome i zabrinutost zbog njih je naravno normalno ljudsko iskustvo. Stoga, da bi zadovoljio kriterije za dijagnozu SSD-a, osoba mora doživjeti karakteristične psiho-patološke promjene povezane sa zdravstvenim problemima. Postavljanje dijagnoze SSD-a značilo bi da bi pacijent mogao imati koristi od nekih psiholoških ili bihevioralnih intervencija za poboljšanje kvalitete života, bez obzira na temeljni uzrok simptoma. SSD može utjecati na bilo koga u bilo kojoj dobi, a sklonost oboljevanju od SSD-a podupire se složenim međudjelovanjem bioloških, psiholoških i društvenih čimbenika.

## Dijagnostički kriteriji (DSM-5)
DSM-5 navodi sljedeće kriterije:
A. Jedan ili više somatskih simptoma koji su uznemirujući i/ili rezultiraju značajnim poremećajem svakodnevnog života.
B. Pretjerane misli, osjećaji ili ponašanja povezana sa somatskim simptomima ili povezanim zdravstvenim problemima koji se očituju barem jednim od sljedećeg:
1. Nerazmjerne i uporne misli o ozbiljnosti svojih simptoma
2. Stalno visoka razina tjeskobe u vezi sa zdravljem ili simptomima
3. Pretjerano vrijeme i energija posvećena ovim simptomima ili zdravstvenim problemima

C. Iako niti jedan simptom ne mora biti kontinuirano prisutan, stanje simptoma je trajno (obično više od 6 mjeseci).

### Druge karakteristike
SSD može utjecati na ljude na različite načine, a kod nekih može uzrokovati visok mjer oštećenja u svakodnevnom funkcioniranju i smanjenu kvalitetu života. Nije neuobičajeno da netko s SSD-om doživi i neki oblik emocionalnih poteškoća, a depresivni i anksiozni poremećaji često se javljaju kod osoba pogođenih SSD-om. SSD je dosta čest u općoj populaciji pacijenata, a istraživanja su pokazala da oko četvrtina osoba s raznim tjelesnim bolestima zadovoljava kriterije za SSD. Čini se da je SSD također povezan s funkcionalnim somatskim poremećajima kao što je sindrom iritabilnog crijeva , raširena kronična bol/fibromialgija. Rano prepoznavanje SSD-a je ključno kako bi se ponudila odgovarajuća podrška/liječenje i poboljšalo funkcioniranje i kvaliteta života.

### Dobivanje dijagnoze
Tipično, dijagnozu mogu postaviti stručnjaci u okruženju za liječenje somatskog ili mentalnog zdravlja , ili u idealnom slučaju stručni centar za mentalno i tjelesno zdravlje. Dijagnoza SSD-a obično se postavlja u zdravstvenoj ustanovi najčešće od strane liječnika – to može biti liječnik primarne zdravstvene zaštite, bolnički liječnik ili specijalist u području psihosomatske medicine ili psihijatar. Liječnik primarne zdravstvene zaštite ili obiteljski liječnik općenito će igrati važnu ulogu u koordinaciji liječenja s kliničarom sekundarne zdravstvene zaštite ako je potrebno. Dijagnoza SSD-a je u biti klinička, pri čemu kliničar poduzima temeljitu medicinsku i mentalnu anamnezu i fizički pregled. Dijagnoza se temelji na prirodi prisutnih simptoma i predstavlja dijagnozu " uključivanja" za razliku od dijagnoze "isključivanja" – to znači da se temelji na prisutnosti pozitivnih simptoma i znakova koji slijede karakterističan obrazac opisan gore.

### Diferencijalna dijagnoza (dijagnoze koje zdravstveni djelatnik uzima u obzir pri procjeni)
Osobe sa somatskim (fizičkim) simptomima bilo kojeg podrijetla i pratećom ozbiljnom zdravstvenom tjeskobom mogu doći u obzir za dijagnozu SSD-a. Onima koji imaju samo zdravstvenu tjeskobu, bez somatskih simptoma, moglo bi se postaviti dijagnoza “bolesni anksiozni poremećaj” (IAD). Panični poremećaj također je važna diferencijalna dijagnoza. Ovisno o postojećem problemu, moraju se uzeti u obzir i druga temeljna medicinska stanja i odgovarajuće liječiti.

### Instrumenti koji se koriste u dijagnostici
Postoje mnogi instrumenti koji se mogu koristiti za prepoznavanje uobičajenih somatskih simptoma. Za kriterij "A" navedeni su u pregledu Zijlema et al. (2013), a za "kriterij B" Toussaint et al. (2020).

### Promjene u odnosu na DSM- IV,MKB-10; i potencijalne implikacije
Koncept poremećaja somatskih simptoma "SSD" zamjenjuje stari koncept "somatoformnih poremećaja" korištenih u DSM-IV, uključujući nediferencirani somatoformni poremećaj i hipohondriju. Postoji određeno preklapanje s novom dijagnozom u MKB-11 Poremećaj tjelesnog distresa, za koji se smatra da uvelike zamjenjuje prijašnju kategoriju somatoformnih poremećaja u MKB-10.
U DSM-IV i MKB-10 bio je naglasak na somatoformnim simptomima koji su "medicinski neobjašnjivi" i stoga na isključivanju drugih medicinskih poremećaja. Međutim, sada je SSD dijagnoza koja se temelji na prisutnosti karakterističnih simptoma, a ne na isključivanju potencijalnih temeljnih medicinskih poremećaja. Nova SSD dijagnoza uključuje kriterije koji se odnose na afektivne (u vezi s emocijama/raspoloženjem), kognitivne (u vezi s razmišljanjem) i bihevioralne elemente. Ove se promjene smatraju progresivnim pomakom prema razumijevanju pojedinca u cjelovitijim pojmovima, daleko od beskorisnih dihotomija tijela i uma, ili "mentalnog naspram fizičkog".

## Prevalencija
Procjene prevalencije razlikuju se ovisno o proučavanoj populaciji/podskupini, a pregled dokaza na ovom području pokazao je sljedeće : Studije opće populacije koje su koristile upitnike za samoprocjenu prijavile su učestalosti od 6,7 do 17,4% za SSD opće populacije. Najveća učestalost SSD-a primijećena je u ustanovama za skrb o mentalnom zdravlju specijaliziranim za liječenje SSD-a sa stopama učestalosti u rasponu između 40,3 i 77,7%. U studijama provedenim u općoj medicini, učestalost se kretala od 3,5% do 45,5%. Nedostatak posebnih strukturiranih intervjua za dijagnosticiranje SSD-a predstavlja nedostatak u istraživanju prevalencije SSD-a, jer se smatra da instrumenti za samoprocjenu precjenjuju prisutnost bolesti.

## Faktori rizika
Nedostaci u istraživanju pojavljaju se kada su u pitanju čimbenici rizika za razvoj SSD-a. Pokazalo se da su osobe koje pate od SSD imale veću početnu zdravstvenu anksioznost, jaču sklonost ka katastrofizmu, samopoimanje percipirane "tjelesne slabosti", pokazale više oblika ponašanja povezanih s bolešću (npr. uzimanje lijekova) i imali više razine depresije i anksioznosti. Bilo je nekih istraživanja koja su procjenjivala SSD kod mladih ljudi, pokazujući da je skupina s SSD-om imala veću tendenciju prema poteškoćama privrženosti i problemima s mentalizacijom/refleksivnim funkcioniranjem (sposobnost razumijevanja sebe i drugih u smislu mentalnih stanja). Sustavnim preispitivanjem utvrđene su slabe povezanosti SSD-a s različitim osobinama ličnosti kao što su neuroticizam i ugodnost, kao i introvertiranim obilježjima. Važno je napomenuti da su istraživanja oskudna u ovom području s relativno malim brojem proučavanih pojedinaca, te treba učiniti više kako bi se razjasnili ti čimbenici i identificirala potencijalna područja za intervenciju.

## Uzroci
Uobičajeni model koji se koristi u zdravstvu za objašnjenje pojava i tijeka bolesti uključuje promatranje predisponirajućih, precipitirajućih (pokretačkih) i perpetuirajućih (održavajućih) čimbenika. Nova istraživanja naglašavaju važnost središnje uloge pojedinčevih "očekivanja simptoma". Na određena očekivanja u vezi s bolešću temeljena na prethodnom iskustvu mogu dodatno utjecati emocionalna stanja kod nekoga tko ima tendenciju katastrofiziranja (misli na najgore) ili tko je sklon tjeskobi zbog bolesti. To može dovesti do razvoja i nastavka trajnih somatskih simptoma. Moć iščekivanja za predviđanje tijeka simptoma i liječenja pokazala se u mnogim stanjima kao što su bol, reumatoidni artritis, rak i takozvani "medicinski neobjašnjivi simptomi"; a pokazalo se da bavljenje iščekivanja simptomima kod pacijenata poboljšava ishode i potencijalno pomaže pojedincima s tim problemima.

## Prognoza
Razvoj SSD-a je promjenjiv. Jedno malo istraživanje adolescenata koji su bili liječeni u bolnici je pokazalo potpunu remisiju u 49%, određeni odgovor na liječenje u 32%, a bez promjena u 19%. Limburg et al., 2017, pronašli su stopu postojanosti od 82% i stopu remisije od 18% u uzorku odraslih ambulantnih pacijenata sa SSD-om. Ova je studija pokazala da su pacijenti koji su se oporavili od SSD-a prijavili manje katastrofiziranja na početku u usporedbi s pacijentima koji se nisu oporavili. Poteškoće s motivacijom oko uključivanja u liječenje SSD-a ometaju ishode oporavka. Važno je da se s pojedincem tijekom liječenja istraže čimbenici koji smanjuju motivaciju za liječenje, budući da su prijašnja loša  iskustva sa sustavom zdravstvene zaštite uobičajena. Istraživanja u ovom području rastu i nadamo se da će provedba robusnog znanstvenog istraživanja omogućiti razvoj učinkovite podrške za pojedince sa SSD-om.

## Podrška/liječenje
Nakon što osoba dobije dijagnozu, cilj liječenja je smanjiti simptome i poboljšati sposobnost funkcioniranja u svakodnevnom životu. Liječenje treba imati holistički pristup usmjeren na pacijenta, prilagođen specifičnim potrebama pojedinca. Vjerojatno će ovisiti o temeljnim simptomima i o tome što ih može pokretati. Dijagnostički proces smatra se važnim korakom za uspješno napredovanje liječenja. Kada zdravstveni djelatnici postavljaju dijagnozu i provode liječenje, važno je komunicirati otvoreno i pošteno i ne upasti u zamku dualističkog – odnosno “ili psihičkog ili fizičkog” razmišljanja; ili pokušati "ponovno pripisati" simptome pretežno psihosocijalnom uzroku. Pojedinci s ovim problemima često imaju vrlo negativna iskustva u zdravstvenoj skrbi i ključno je da se njihova iskustva potvrde i razumiju, kao i svaki drugi zdravstveni problem.
Kao i kod svake bolesti, važne su mjere zdravog načina života kao što su održavanje redovite tjelesne aktivnosti, higijena spavanja, bavljenje društvenim aktivnostima i hobijama. Pojedinicama bi moglo pomoći kada bi se zakazali redovni sastanci, te pratile i poticale strategije koje pojedinac smatra korisnima, kao što su smanjenje stresa, pomnost ili grupe za podršku vršnjaka. Važno je obratiti pažnju na potencijalne čimbenike koji održavaju stres – kao što su maltretiranje/zlostavljanje/financijske poteškoće/teret njegovatelja. Lijekovi mogu biti od pomoći nekim ljudima kod kojih je problem depresija, tjeskoba ili bol.
Psihoterapija poput kognitivno-bihevioralne terapije mogla bi biti korisna za istraživanje obrazaca misli, radnji i ponašanja koji bi mogli pokretati negativan ciklus – na primjer, rješavanje očekivanja bolesti ili preokupacija sa simptomima. Fizioterapija može biti relevantna za izvođenje rehabilitacijskih programa vježbanja ili kada energija, slabost ili bol predstavlju problem. U nekim slučajevima može biti korisno povezati se s drugim njegovateljima, kao što je obitelj/partner, kako bi se pružila podrška pojedincu u njihovoj skrbi. Jedna studija o adolescentima koji boluju od SSD-a pokazala je da je oporavak nakon otpusta iz bolnice bio gotovo 20 puta vjerojatniji u onih čije su obitelji u potpunosti prihvatile dijagnozu SSD-a u usporedbi s obiteljima s djelomičnim ili nikakvim prihvaćanjem.
Za neke pacijente, osobito one koji su godinama živjeli s ovim simptomima, realno liječenje uključuje fokus na upravljanje simptomima i poboljšanja kvalitete života. Prihvaćanje simptoma i ograničenja koja uzrokuju može biti ključno u ovakvim situacijama i mnogi ljudi mogu vidjeti određeno poboljšanje u svom stanju. Za to su ključni odnosi podrške sa zdravstvenim timom.

## Kontroverze/Stigma
Starije dijagnostičke klasifikacije opisivale su pacijente pogođene somatoformnim poremećajima kao "teške", opetovano tražeći istraživanja i nespremne prihvatiti objašnjenja za svoje simptome. Promjene u dijagnostičkim kriterijima smatraju se progresivnim odmakom od dualizma um-tijelo i pogleda koji su zastarjeli, stigmatizirajući i beskorisni za pojedince s tim poteškoćama. Međutim, na početku je bilo nekih koji su novu dijagnozu smatrali labavom, pogrešno označenom i nedovoljno specifičnom. Sada postoji znatna količina empirijskih dokaza koji podupiru novu dijagnostičku klasifikaciju.

## Budući pravci
Istraživanja u području funkcionalnih poremećaja rastu i postoji nekoliko mreža istraživača koji rade na tom području. Moguće da će takve mreže integrirati međudisciplinarno znanje i istraživanje, pretvarajući to u bolje usluge i podršku za funkcionalne poremećaje, te u konačnici poboljšati skrb za pacijente.